# Георгиос Триандафилидис
Георгиос Триандафилидис (на гръцки: Γεώργιος Τριανταφυλλίδης) е гръцки просветен деец, участник в Гръцката въоръжена пропаганда в Македония.

## Биография
Роден е в Сяр или в Просечен. В продължение на 44 години преподава в селата в Драмско, Зъхненско и Неврокопско и оказва значително влияние за разпространението на гъркоманията. След 1904 година преподава в Неврокоп, Черешово, Старчища и Долно Броди.
Подкрепя активно гръцката въоръжена пропаганда в Македония. Женен е за Екатерини Цалики (Αικατερίνη Τσαλίκη) и техен син е Атанасиос Триандафилидис.